# نگوواتس
نگوواتس (به صربی: Negovac) یک منطقهٔ مسکونی در صربستان است که در بوجانوواچ واقع شده‌است. نگوواتس ۳۹ نفر جمعیت دارد.